# 얼퉁성
얼퉁성(爾冬陞, 이동승, 영문명은 Derek Yee, 1957년 12월 28일 ~ )은 중화인민공화국 홍콩 특별행정구의 영화 배우, 영화 조감독, 영화연출가, 영화 각본가, 영화 각색가, 텔레비전 연기자, 소설가이다.

## 생애
영국령 홍콩에서 출생하였으며 지난날 한때 중화인민공화국 톈진에서 잠시 유아기를 보낸 적이 있는 그는 홍콩 영화에 다수 출연하였고 때때로 영화의 감독과 제작도 맡았으며, 중화인민공화국 본토의 영화와 텔레비전 드라마에도 각각 1편씩 출연한 바 있다.

### 약력
- 1977년 홍콩 영화 《Lady exterminator》의 주연으로 영화 배우 데뷔.
- 1981년 홍콩 영화 《묘두응(貓頭鷹)》으로 시나리오 작가 데뷔.
- 1985년 홍콩 영화 《착점원앙(錯點鴛鴦)》에 주연, 이 영화로 영화제작자 데뷔.
- 1986년 홍콩 영화 《전료정전(癲佬正傳)》으로 영화 감독 데뷔.
- 1987년 홍콩 영화 《중화전사(中華戰士)》에 주연, 이 영화로 영화 조감독 데뷔.
- 1997년 홍콩 영화 《My dad is a jerk!》로 영화연출가 데뷔.

## 가족 관계
- 아내: 뤄샤오원(羅曉文, 나효문, 2번째 부인. 2008년 결혼.)
- 아버지: 얼광(爾光, 이광, 1914년 중국 톈진 출생 ~ 1974년 사망. 홍콩 영화 배우.)
- 어머니: 훙메이(紅薇, 홍미, 본명 뤄전(羅珍 나진), 1918년 중국 베이징 출생 ~ 2011년 10월 12일 사망. 홍콩 영화 배우 겸 성우. 원적지는 중화인민공화국 내몽골 자치구 샹황.)
- 의붓형: 친페이(秦沛, 친페이, 본명 강창년(姜昌年, 장창녠), 아버지는 다르나 같은 어머니 소생의 의붓형으로 홍콩 영화 배우 겸 영화 감독.)
- 의붓형: 장다웨이(姜大衛, 장다웨이, 아버지는 다르나 같은 어머니 소생의 의붓형으로 홍콩 영화 배우 겸 영화 감독.)

## 같이 보기
- 쇼브라더스